# Cehuixuezhe Wan
Cehuixuezhe Wan (chinesisch 测绘学者湾 ‚Kartographenbucht‘) ist eine kleine Bucht mit felsigem Ufer im Norden von Nelson Island im Archipel der Südlichen Shetlandinseln. Sie liegt an der Westseite der Stansbury-Halbinsel. In sie hinein münden die Bäche Qiongjiang Xi und Xianshui Xi.
Chinesische Wissenschaftler benannten sie 1986 im Zuge von Vermessungs- und Kartierungsarbeiten.